# Matilde Padrós
Matilde Padrós Rubió (* 1873 in Barcelona; † 1937 in Oviedo) war die erste Universitätsstudentin Spaniens und eine promovierte Philosophin.

## Leben
Padrós wurde als Tochter des katalanischen Textilkaufmanns Timoteo Padrós und seiner Frau Paulina Rubió in Barcelona geboren und hatte vier Brüder, von denen zwei, Juan und Carlos, Mitgründer und zweiter bzw. dritter Präsident des heutigen Real Madrid waren. Als Kind zog ihre Familie nach Madrid und eröffnete ein Modegeschäft namens El Capricho.
Padrós schloss das Gymnasium mit Bestnote ab und bewarb sich an der Universität, an der Frauen zwar nicht am Unterricht teilnehmen, aber Prüfungen ablegen durften. Bis 1910 brauchte eine Frau, die eine Universität besuchen wollte, eine Sondergenehmigung und blieb bis zur Vorlesungszeit im Dozentenzimmer eingeschlossen, wo der Professor sie abholte und sie an seinem Schreibtisch neben sich setzte, getrennt von den anderen Studenten. Tatsächlich studierte Padrós, die bereits an der Universidad Central de Madrid  eingeschrieben war, das erste Jahr zu Hause, und im Sommer 1888 legte sie ihre Prüfungen allein ab. Noch in den 1840er Jahren hatte sich Concepción Arenal als Mann verkleiden müssen, um am Unterricht teilnehmen zu können.
In Studienjahr 1887–1888 wurde Padrós von der Universidad Central de Madrid zum Studium der Philosophie und der Literatur zugelassen, als erste in Spanien neben Ángela Carraffa de Nava, der das an der Universität Salamanca gelang. Padrós wurde dabei von den drei Professoren, bei denen sie in den jeweiligen Klassen studiert und die Prüfung abgelegt hatte, empfohlen, die ihr Verhalten und ihre Leistungen als Studentin hervorhoben. Nach Abschluss ihres Studiums bewarben sich die beiden Studentinnen 1890 an der Universität Complutense Madrid um ein Doktorat, wo sie in dasselbe Seminar wie Ramón Menéndez Pidal kamen. Padrós belegte zwei Promotionsstudiengänge, für die sie keine Studiengebühren zahlen musste, da sie eine Auszeichnung erhalten hatte, und studierte Sanskrit, Geschichte der Philosophie, Literatur und Ästhetik.
Im Jahr 1893 promovierte Padrós mit einer Arbeit mit dem Titel El testamento de Jacob („Jakobs Testament“). Die Prüfungskommission mit Francisco Fernández y González als Vorsitzendem vergab die Bestnote und am 1. März 1894 erhielt sie den Doktortitel. José Ortega y Gasset sagte über sie, sie sei die intelligenteste Frau, der er je begegnet sei, und das Interessanteste sei, dass sie sich nicht bewusst sei, wie intelligent sie sei.
Einige Jahre lang führte sie das Familienunternehmen, bis sie 1906 den Illustrator und Karikaturisten Francisco Sancha heiratete, mit dem sie in den Madrider Stadtbezirk Retiro zog. 1911 zog das Paar, angezogen von Sanchas Brüdern, die schon früher ausgewandert waren, nach London, wo sie ein gastfreundliches Haus führten, das zu einem Durchgangsort für Leute wie Luis Araquistáin, Tomás Meabe, Julio Álvarez del Vayo, Julio Camba, Salvador de Madariaga und Ramiro de Maeztu wurde. Als der Erste Weltkrieg ausbrach, arbeitete Padrós als Spanischlehrer am King’s College London und als Redakteurin für die Encyclopædia Britannica.
1922 kehrten sie nach Spanien zurück. Padrós wurde jedoch nicht Professorin an einer spanischen Universität, da sie sich der Hausarbeit und der Erziehung ihrer Kinder widmete. 1937 starb sie in Oviedo.
Ihr akademischer Nachlass ist Teil der Universitätsabteilung des Nationalen Historischen Archivs, in dem auch andere Aufzeichnungen über die ersten spanischen Universitätsfrauen aufbewahrt werden.